# San Marco Argentano
San Marco Argentano est une commune de la province de Cosenza, dans la région de Calabre, en Italie.

## Histoire
La commune fut le repaire de l'aventurier normand Robert Guiscard qui fit au XIe siècle, la conquête du sud de l'Italie sur les Byzantins. Une tour normande de cette période existe toujours.
La commune abrite une communauté Arbëresh, Albanais installés ici au XVe siècle, fuyant l’avance ottomane. Ces Albanais ont gardé une forte identité, parlant toujours leur langue, l’arbërisht.

## Religion
- Cathédrale de San Marco Argentano
- Diocèse de San Marco Argentano-Scalea
- Liste des évêques de San Marco Argentano-Scalea

## Administration
| Période                                  | Période | Identité        | Étiquette                          | Qualité |
| ---------------------------------------- | ------- | --------------- | ---------------------------------- | ------- |
|                                          |         | Alberto Termine | Unione e Cambiamento per San Marco |         |
| Les données manquantes sont à compléter. |         |                 |                                    |         |

### Communes limitrophes
Bisignano, Cervicati, Fagnano Castello, Mongrassano, Roggiano Gravina, Santa Caterina Albanese, Tarsia

## Personnalités nées à San Marco Argentano
- Bohémond de Tarente
- Ginevra Conti Odorisio
- Osvaldo Paladini